# 柳育崇
柳 育崇（やなぎ やすたか、1994年6月22日 - ）は、千葉県香取市出身のプロサッカー選手。Jリーグ・ファジアーノ岡山所属。ポジションはディフェンダー（DF）。

## 来歴
2017年に専修大学からアルビレックス新潟シンガポールへ加入。チームのシンガポール4冠に貢献した。
2018年にアルビレックス新潟へ加入。
2020年、当初はアルビレックス新潟に登録されていたが、2月11日、1年間の期限付き移籍で栃木SCへ加入。同年12月16日、第41節のジェフユナイテッド千葉戦でシーズン6得点目を記録した。これは同日初めてJリーグ公式戦が開催されたカンセキスタジアムとちぎにおいてJリーグ初得点となった。
2020年12月29日、栃木SCへ完全移籍。
2021年2月25日にキャプテンの就任が発表された。
2022年1月6日、ファジアーノ岡山へ完全移籍で加入。ディフェンスラインでヨルディ・バイスと組み、フィジカルの強さを発揮。失点をリーグで5番目に少ない42に抑えるとともに、セットプレーを中心に4得点をあげた。

## 所属クラブ
- 佐原ヤングリーブス（香取市立瑞穂小学校）
- 鹿島アントラーズジュニア（香取市立瑞穂小学校）
- 鹿島アントラーズジュニアユース（香取市立佐原第五中学校）
- 2010年 - 2012年 千葉県立八千代高等学校
- 2013年 - 2016年 専修大学
- 2017年  アルビレックス新潟シンガポール
- 2018年 - 2020年  アルビレックス新潟
  - 2020年  栃木SC（期限付き移籍）
- 2021年  栃木SC
- 2022年 -  ファジアーノ岡山

## 個人成績
| 国内大会個人成績 | 国内大会個人成績 | 国内大会個人成績 | 国内大会個人成績 | 国内大会個人成績 | 国内大会個人成績 | 国内大会個人成績 | 国内大会個人成績 | 国内大会個人成績 | 国内大会個人成績 | 国内大会個人成績 | 国内大会個人成績 |
| 年度             | クラブ           | 背番号           | リーグ           | リーグ戦         | リーグ戦         | リーグ杯         | リーグ杯         | オープン杯       | オープン杯       | 期間通算         | 期間通算         |
| 年度             | クラブ           | 背番号           | リーグ           | 出場             | 得点             | 出場             | 得点             | 出場             | 得点             | 出場             | 得点             |
| シンガポール     | シンガポール     | シンガポール     | シンガポール     | リーグ戦         | リーグ戦         | リーグ杯         | リーグ杯         | シンガポール杯   | シンガポール杯   | 期間通算         | 期間通算         |
| ---------------- | ---------------- | ---------------- | ---------------- | ---------------- | ---------------- | ---------------- | ---------------- | ---------------- | ---------------- | ---------------- | ---------------- |
| 2017             | 新潟S            | 13               | Sリーグ          | 22               | 2                | 5                | 0                | 5                | 0                | 32               | 2                |
| 日本             | 日本             | 日本             | 日本             | リーグ戦         | リーグ戦         | リーグ杯         | リーグ杯         | 天皇杯           | 天皇杯           | 期間通算         | 期間通算         |
| 2018             | 新潟             | 23               | J2               | 3                | 0                | 5                | 0                | 2                | 0                | 10               | 0                |
| 2019             | 新潟             | 23               | J2               | 1                | 0                | -                | -                | 1                | 0                | 2                | 0                |
| 2020             | 新潟             | 23               | J2               | 0                | 0                | -                | -                | -                | -                | 0                | 0                |
| 2020             | 栃木             | 23               | J2               | 35               | 6                | -                | -                | -                | -                | 35               | 6                |
| 2021             | 栃木             | 5                | J2               | 42               | 8                | -                | -                | 2                | 0                | 44               | 8                |
| 2022             | 岡山             | 5                | J2               | 38               | 4                | -                | -                | 0                | 0                | 38               | 4                |
| 2023             | 岡山             | 5                | J2               | 39               | 4                | -                | -                | 0                | 0                | 39               | 4                |
| 2024             | 岡山             | 5                | J2               | 35               | 2                | 2                | 0                | 1                | 0                | 38               | 2                |
| 2025             | 岡山             | 5                | J1               |                  |                  |                  |                  |                  |                  |                  |                  |
| 通算             | シンガポール     | シンガポール     | Sリーグ          | 22               | 2                | 5                | 0                | 5                | 0                | 32               | 2                |
| 通算             | 日本             | 日本             | J2               | 193              | 24               | 7                | 0                | 6                | 0                | 206              | 24               |
| 総通算           | 総通算           | 総通算           | 総通算           | 215              | 26               | 12               | 0                | 11               | 0                | 238              | 26               |

その他公式戦
- 2022年
  - J1参入プレーオフ 1試合0得点
- 2024年
  - J1昇格プレーオフ 1試合0得点

出場歴
- Jリーグ初出場 - 2018年6月24日 J2第20節 FC町田ゼルビア戦（町田市立陸上競技場）
- Jリーグ初得点 - 2020年8月12日 J2第11節 ファジアーノ岡山戦（栃木県グリーンスタジアム）

## タイトル

### クラブ
アルビレックス新潟シンガポール
- Sリーグ：1回 (2017)
- シンガポール・カップ：1回 (2017)
- シンガポール・リーグカップ：1回 (2017)
- シンガポール・チャリティーシールド：1回 (2017)